# Les Karellis
Les Karellis is een skigebied in de hoge Alpen (Savoie, Frankrijk), en maakt deel uit van de gemeente Montricher-Albanne.
Het omhelst ongeveer 60 kilometer aan pistes.